# Eisleben

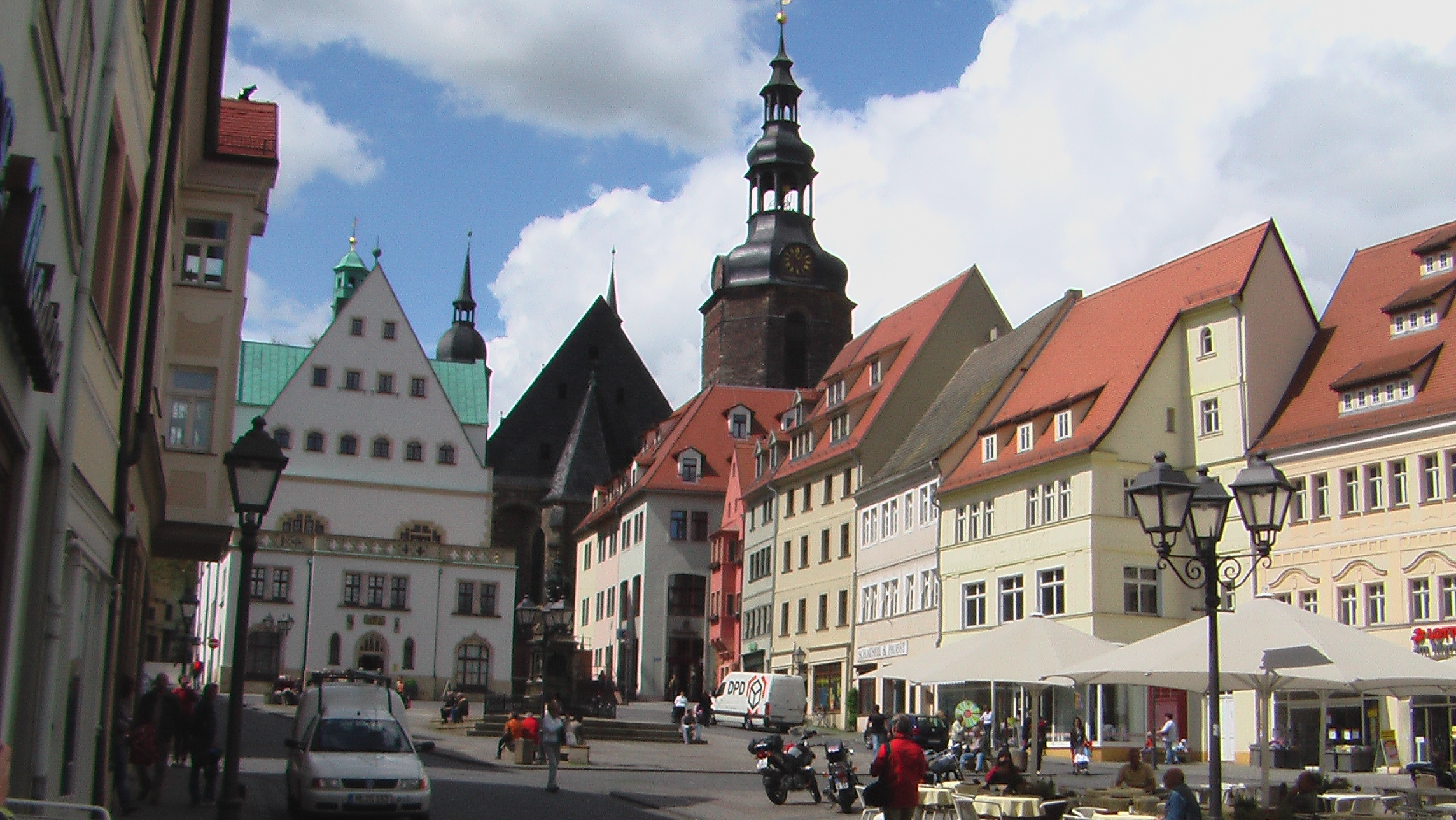
Markt

Lutherstadt Eisleben is een plaats in de Duitse deelstaat Saksen-Anhalt, gelegen in de landkreis Mansfeld-Südharz. De stad telt 22.668 inwoners.
Keizer Otto I bouwde hier een paleis en een Radegundiskerk die na de Reformatie werd afgebroken. Bij opgravingen in het voorjaar van 2021 werden de muren van de kerk teruggevonden.

## Indeling gemeente
Naast de kernstad, waartoe ook de beide kleine plaatsen Neckendorf en Oberhütte behoren, bestaat de stad uit de volgende Ortsteile met aantal inwoners en annexatiedatum:
| Ortschaft        | Inwoners  | Annexatie  |
| ---------------- | --------- | ---------- |
| Helfta           | ca. 6.000 | 01.01.1960 |
| Volkstedt        | 1.271     | 01.01.2004 |
| Rothenschirmbach | 672       | 01.01.2005 |
| Wolferode        | 1309      | 01.01.2005 |
| Polleben         | 1079      | 01.01.2006 |
| Unterrißdorf     | 461       | 01.01.2006 |
| Bischofrode      | 693       | 01.01.2009 |
| Osterhausen      | 1031      | 01.01.2009 |
| Schmalzerode     | 288       | 01.01.2009 |
| Hedersleben      | 755       | 01.01.2010 |
| Oberrißdorf      | ca.200    | 01.01.2010 |
| Burgsdorf        | 196       | 01.01.2010 |

## Sport en recreatie
Deze plaats is gelegen aan de Europese wandelroute E11, die loopt van Den Haag naar het oosten, op dit moment tot de grens Polen/Litouwen.

## Geboren
- Gertrudis van Helfta (1256-1302), christelijk mystica
- Maarten Luther (1483-1546), kerkhervormer
- Johannes Agricola (1494-1566), kerkhervormer
- Ludwig Geyer (1779-1821), kunstschilder, toneelacteur en -schrijver
- Kurt Wein (1883-1968), plantkundige
- Thomas Lange (1964), roeier